# Heinkel
Heinkel Flugzeugwerke foi uma empresa alemã de fabricação de aviões e pequenos veículos, fundada por Ernst Heinkel, em Warnemünde, em 1922.
Ficou conhecida pela construção de bombardeiros durante a Segunda Guerra Mundial, e pela importante contribuição à aviação para o desenvolvimento de aeronaves a jato de alta velocidade, como o Heinkel He 178.

## Depois da guerra
Depois da guerra, a Heinkel foi proibida de fabricar aviões, bicicletas, motonetas, e o microcarro Heinkel Kabine. A empresa finalmente voltou a fabricar aviões em meados dos anos 1950, com a licença de construção do F-104 Starfighter para a Luftwaffe da Alemanha Ocidental.
Em 1965, a empresa foi absorvida pela Vereinigte Flugtechnische Werke (VFW), que por sua vez foi absorvida pelo Messerschmitt-Bölkow-Blohm em 1980 e mais tarde tornou-se parte da EADS.

## Galeria

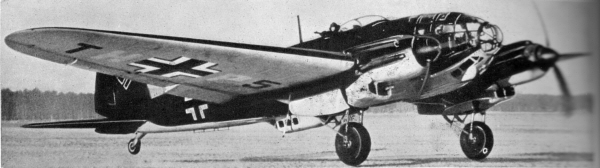
Heinkel He 111 1937.
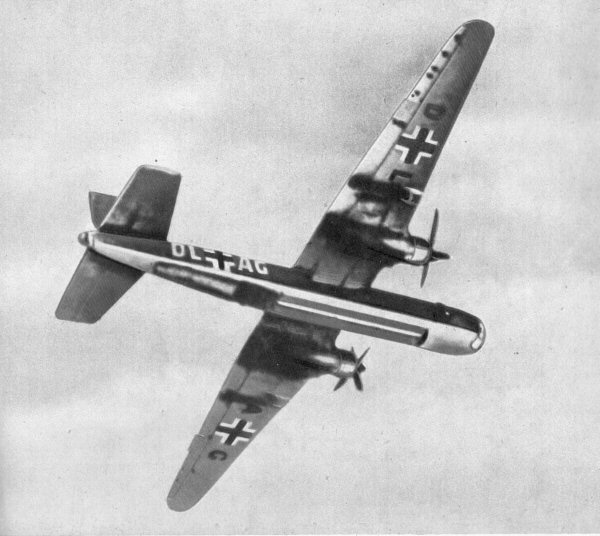
He 177 1939.
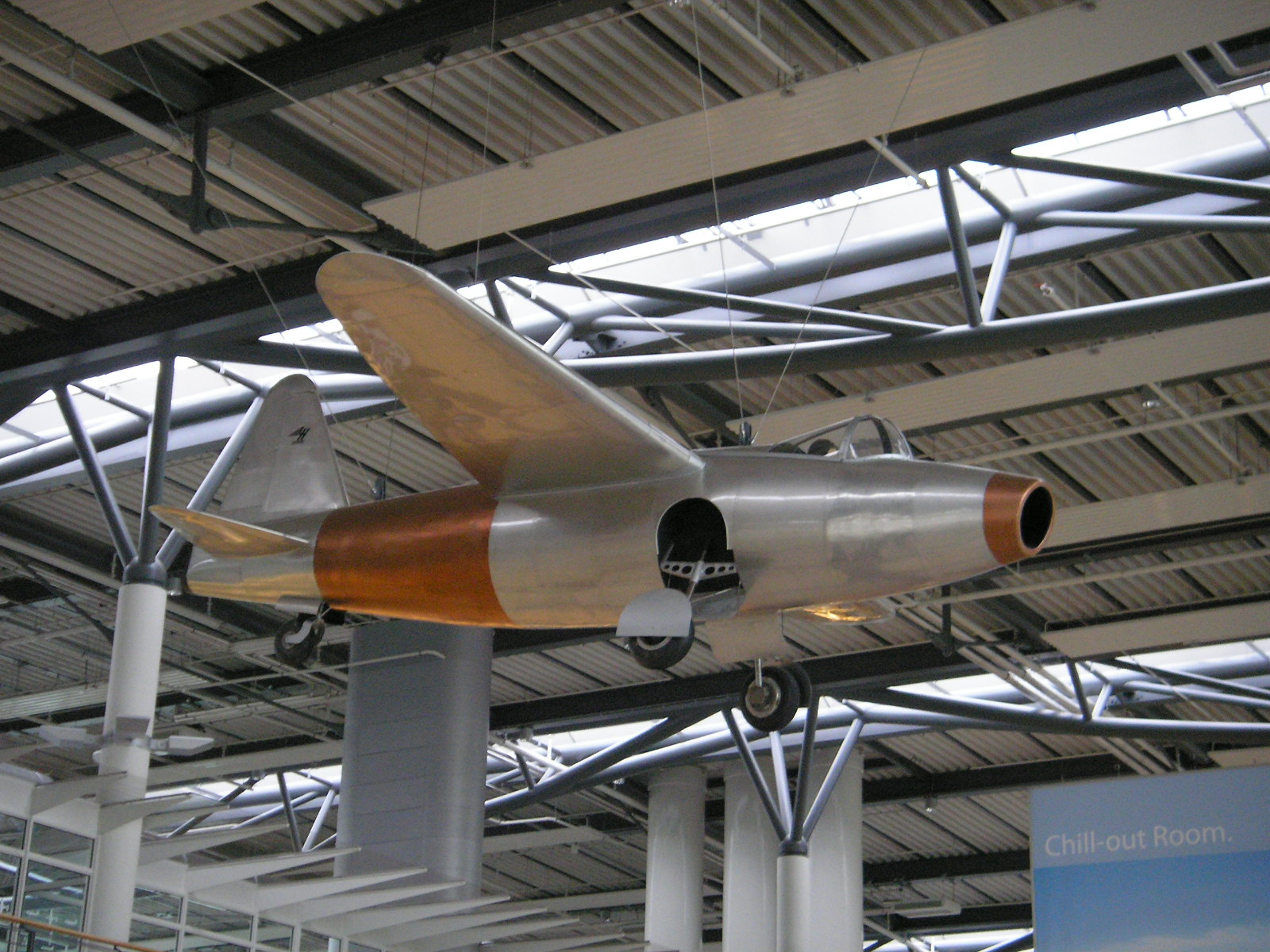
Heinkel He 178 1939.
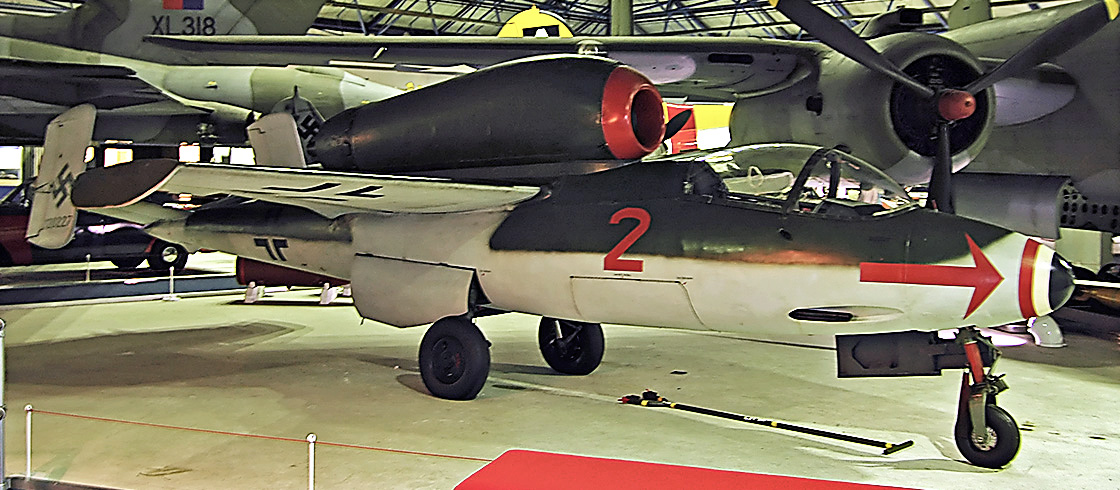
Heinkel He 162 1944.
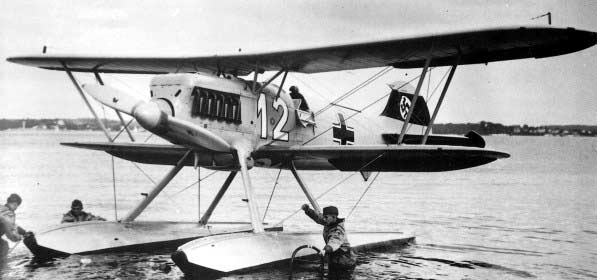
Heinkel He 51W

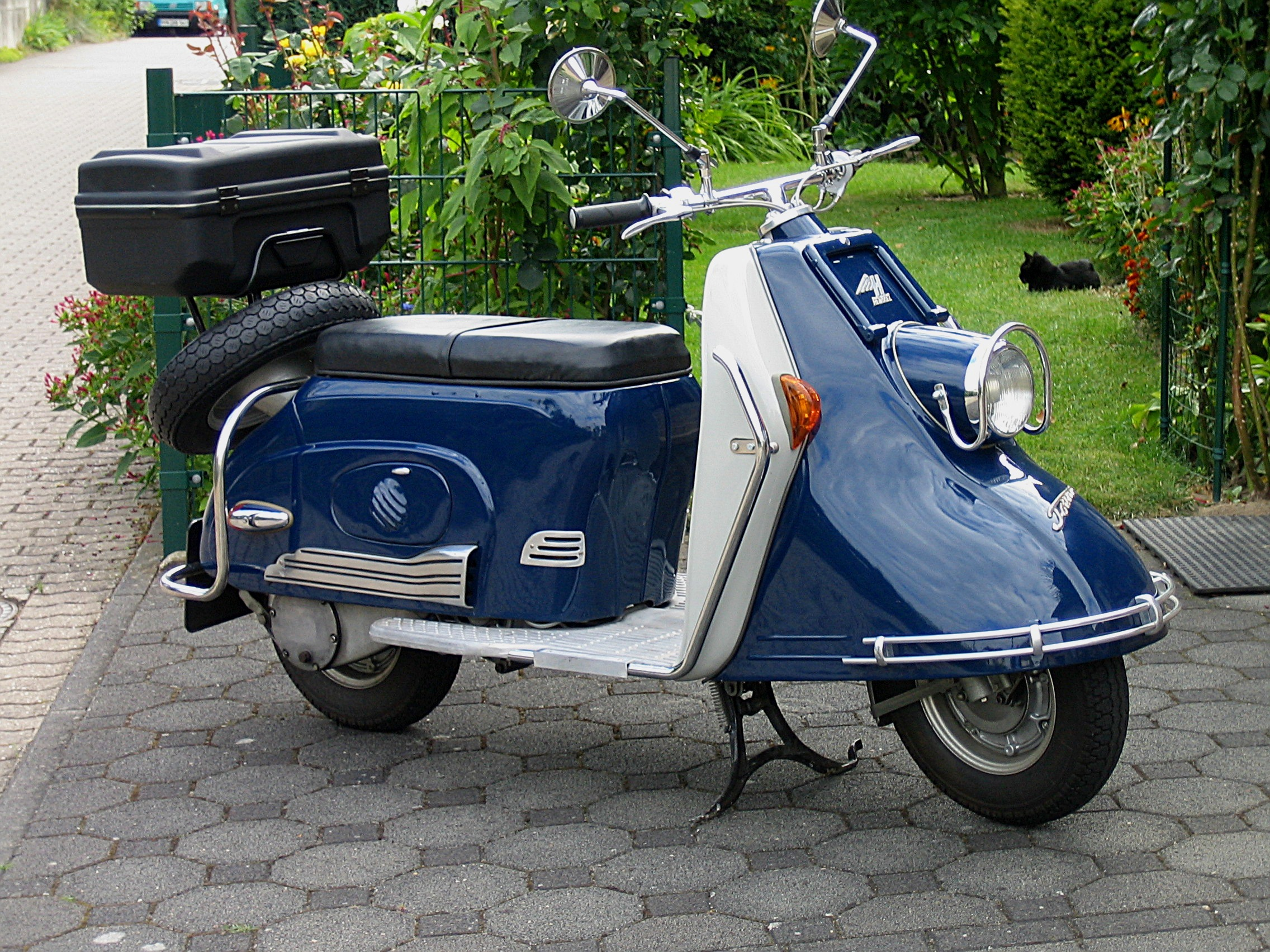
Heinkel Tourist 175 (1956)
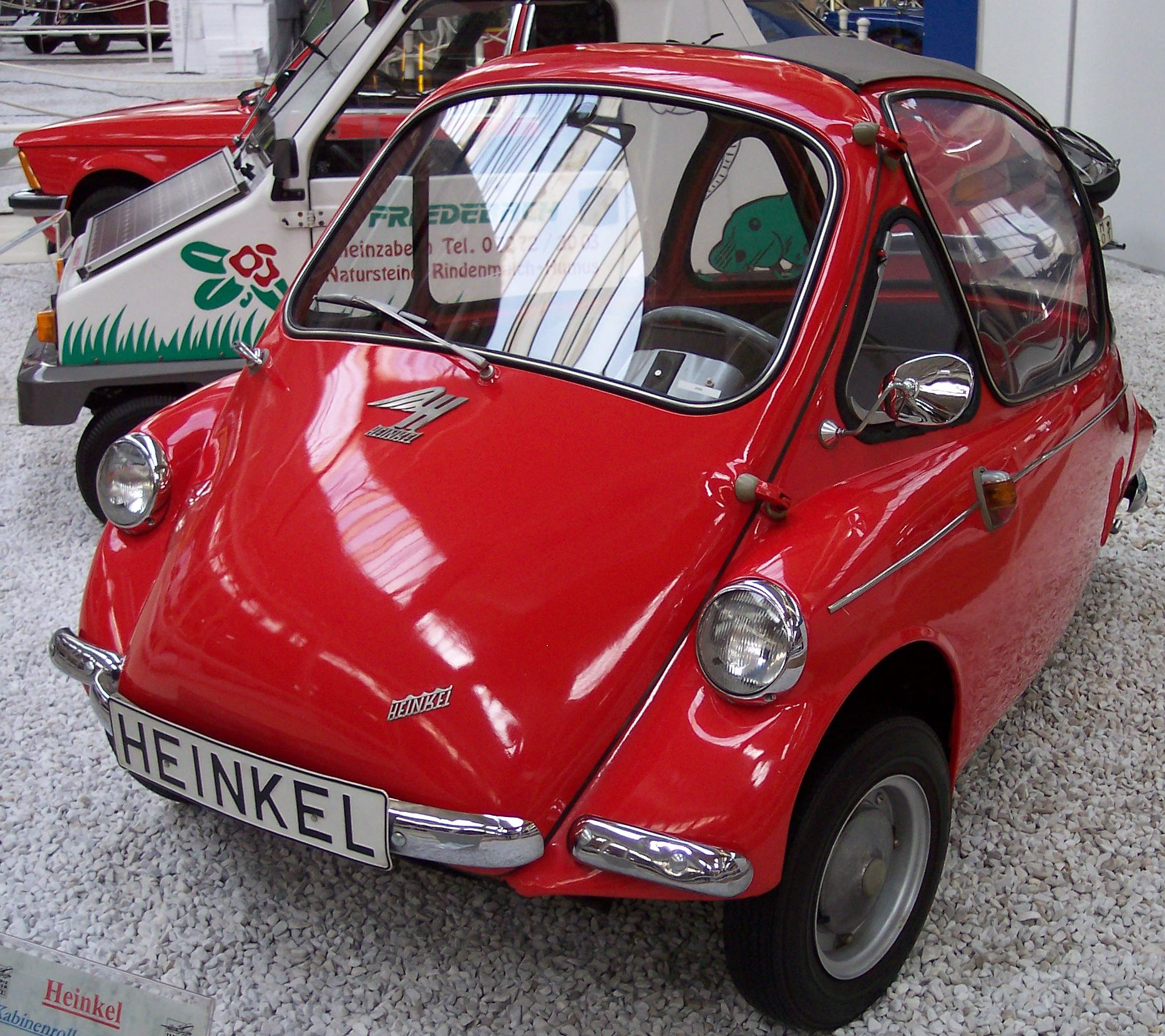
Heinkel Kabine
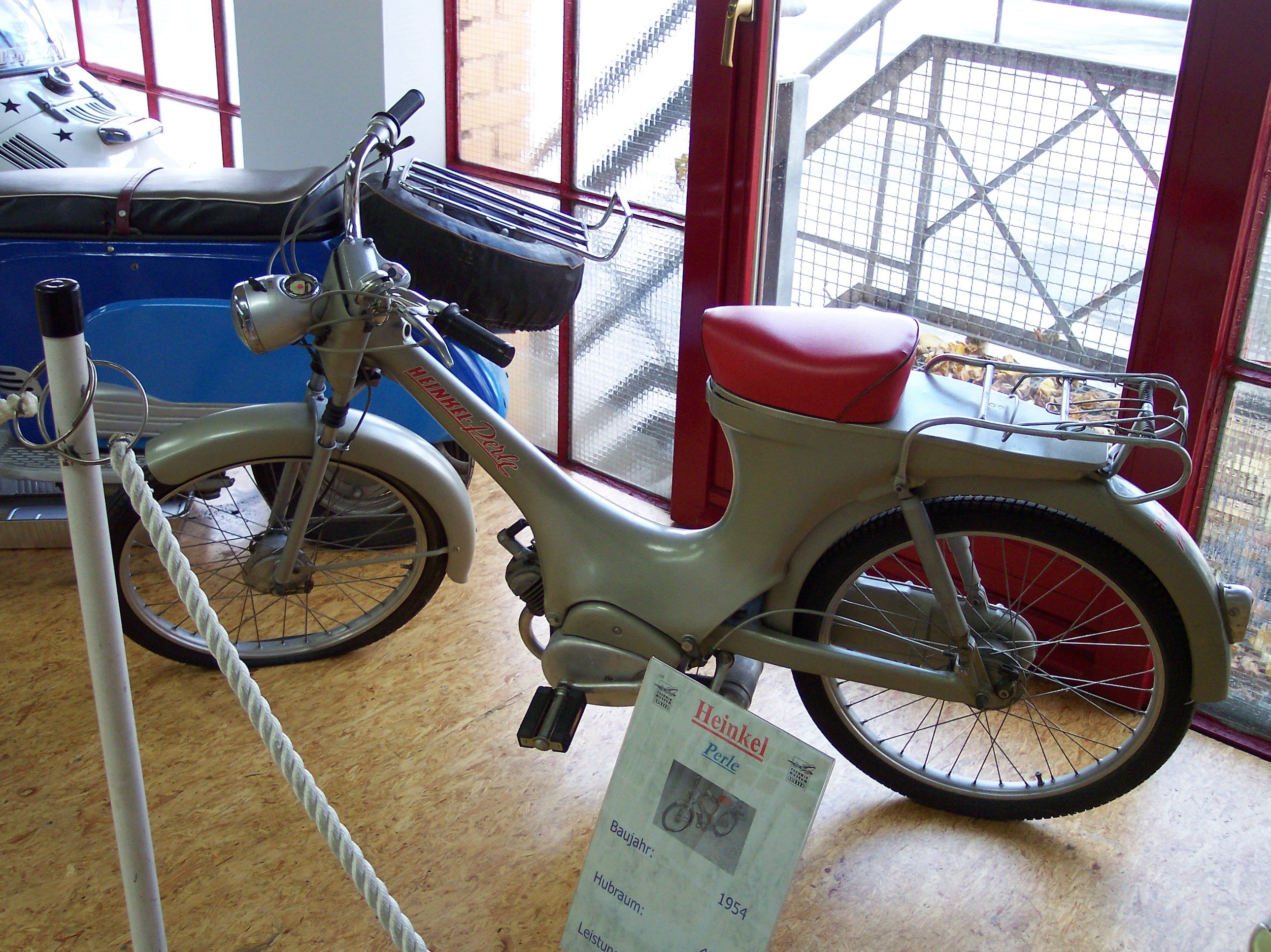
Heinkel Perle